# Gongora passiflorolens
Gongora passiflorolens är en orkidéart som beskrevs av Rod Rice. Gongora passiflorolens ingår i släktet Gongora och familjen orkidéer.
Artens utbredningsområde är Colombia. Inga underarter finns listade i Catalogue of Life.